# 周勇军

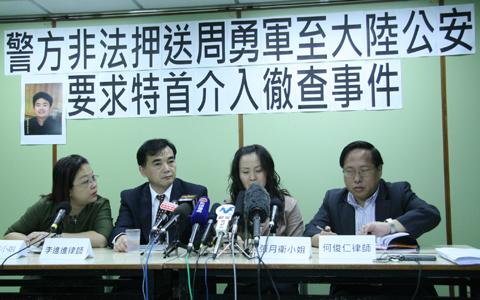

周勇军（1967年9月16日—），出生于四川省蓬溪县东宁乡。1985年，考入中国政法大学政治系。1989年4月，参与北京的学生运动。
4月21日，与郭海峰、张智勇跪于人民大会堂门前，试图递交请愿书。4月28日，北京高校学生自治联合会成立，周勇军任主席。5月，担任北京高校学生对话代表团团长。后与韩东方、赵品潞组织工人参与运动。6月中旬被捕。1991年1月获释。1992年7月偷渡至香港。1993年2月，前往美国。1998年12月，闖關返回中国，后被捕，被以偷越国境罪劳教。2001年获释。2002年6月，前往美国。2008年9月，周勇军持马来西亚假护照经澳门抵达香港（有报道称周勇军为探视在大陆的父母，先前向中国领事馆申请护照及旅行证件未果），被香港警方扣留，后被移交至深圳警方。周勇軍在內地被扣留期間向律師表示，當日香港警方在港澳碼頭警署扣查他48小時後，表示認錯人，將他轉交入境處；其後來了一部車，把他送到深圳一家小賓館，開始了內地當局對他長達10個月的扣查。立法會議員涂謹申批評，這是重大的侵犯人權事件，當局須清楚交代。另一位議員何俊仁更質疑，當中可能涉及公安越境執法，衝擊一國兩制。2009年5月，转送四川遂宁。2010年1月15日，四川遂宁射洪县法院以诈骗罪判处其有期徒刑9年，并罚款八万元人民币。
2010年9月，周勇軍辯護律師何俊仁和李進進公開一封其於獄中給他們的信，證實其於2008年入境香港后遭到港府“誘騙”以及“出賣”，在其不知情的情況下被疑似內地公安人員在香港直接押送往深圳。
周勇军与女友张月卫在美国育有二子。

## 引用
1. ↑  .   [2010-01-24]. （原始内容存档于2010-10-04）.
2. ↑  . Apple Daily 蘋果日報.   [2019-10-18]. （原始内容存档于2019-10-18）.
3. ↑  前八九学运领袖周勇军被押回四川老家执行逮捕 （页面存档备份，存于），民生观察，2009年5月12日
4. ↑  前民运领袖周勇军获刑9年 （页面存档备份，存于），BBC中文网，2010年1月20日
5. 1 2  学运领袖周勇军案开庭 （页面存档备份，存于），RFA，2009年11月19日
6. ↑  六四学运领袖周勇军三度入狱 判监九年 （页面存档备份，存于），RFI，2010年1月21日
7. ↑  蘋果日報：《八九學運領袖
周勇軍親證被港出賣》2010-09-30
8. ↑  四川射洪县闪电开庭审判异议人士周勇军案  （页面存档备份，存于），德国之声，2009年11月19日